# Type 92 A-I-go
Type 92 A-I-go was een experimentele amfibische tankette ontwikkeld door de Japanse Keizerlijke Marine.

## Beschrijving
Type 92 A-I-go had een waterdichte romp en was iets langer en zwaarder dan Type 92 Jyu-Sokosha. Verder werden er drijvers/pontons en schroeven toegevoegd voor de aandrijving. De tank is nooit door de prototypefase heen gekomen. Er zijn twee prototypen gemaakt.